# 新蒙杜 (南馬托格羅索州)

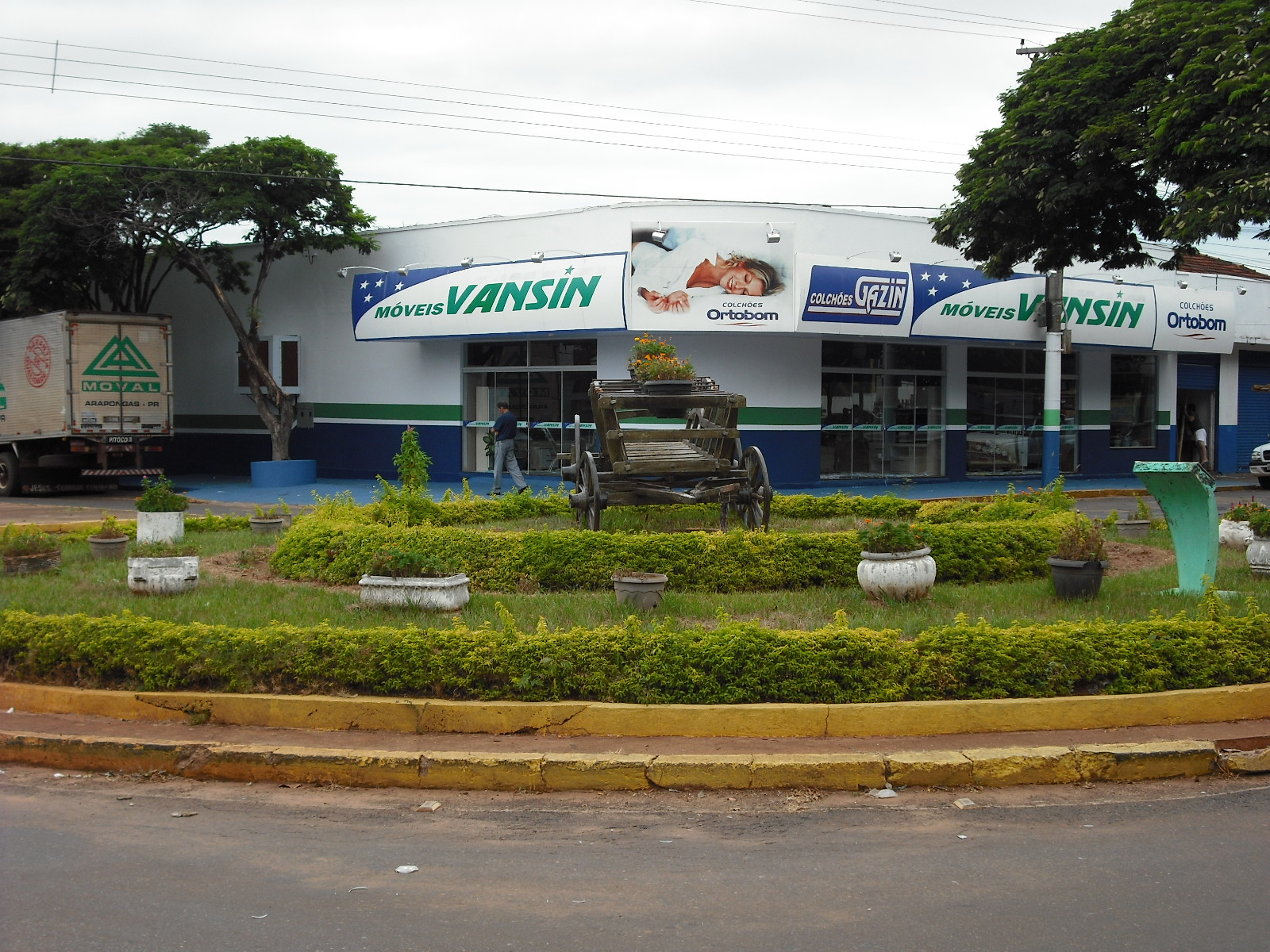
新蒙杜

新蒙杜（葡萄牙語：Mundo Novo），是巴西的城鎮，位於該國西部，由南馬托格羅索州負責管轄，始建於1973年5月13日，面積479平方公里，海拔高度324米，2008年人口16,441，人口密度每平方公里29.2人。
23°56′16″S 54°16′15″W / 23.93778°S 54.27083°W